# ベン・イングリッシュ
ベン・イングリッシュ（Ben English, 1964年8月12日 - ）は、アメリカ合衆国のポルノ俳優。イギリス出身。
アダルトモデル・ポルノ俳優エージェンシーであるLA Direct Modelsと Miam Direct Modelsを設立し、運営に携わっている。
2000年にLA Direct Modelsを設立するまでは、イギリスで舞台監督を務めており、ローリング・ストーンズやクイーン、メタリカのライブに携わった。
2000年代に活動を縮小するまで、800本近いポルノ映画に出演した 。
2014年、AVN殿堂入り。

## 出演作品
- スプラッシャー/淫水帝国
- SEX-MEN2
- 女囚脱獄